# Sankt Josefs systrar
Sankt Josefs systrar (franska: Institut des sœurs de Saint-Joseph) är en katolsk kongregation för kvinnor, grundad 1650 i Le Puy-en-Velay i Frankrike. Kongregationen har cirka 14 000 medlemmar i världen, varav 7000 i USA och 2000 i Frankrike. Kongregationen finns i 50 länder.
År 1862 startade man Franska skolan i Stockholm.